# Bohuntine

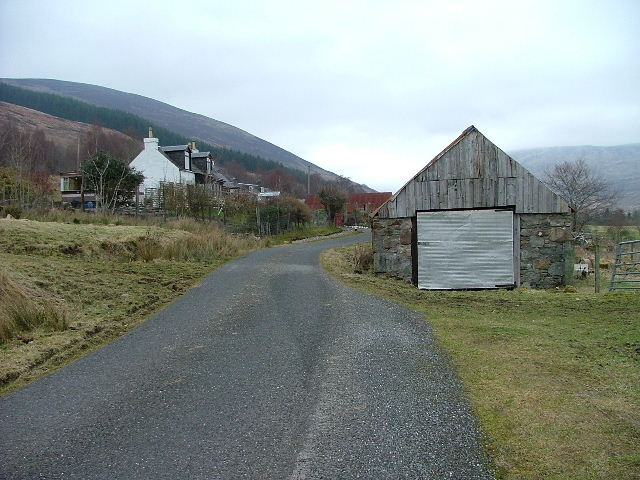
Häuser und Scheune in Bohuntine

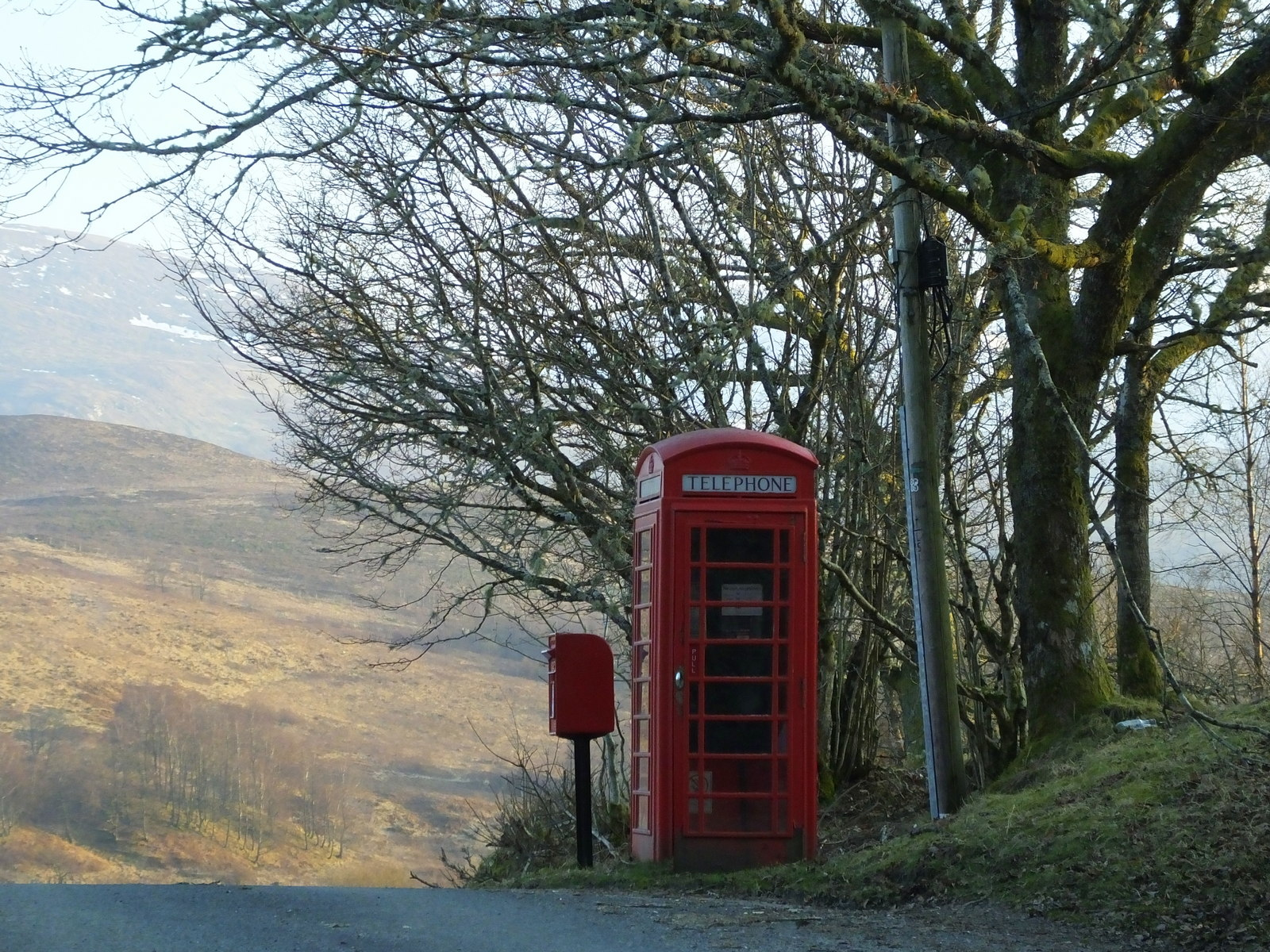
Telefonzelle und Postkasten bei Bohuntine

Bohuntine, älterer Name Bohunton, ist eine kleine Ortschaft, die südwestlich von Inverness in der Region Highland im Norden von Schottland liegt. Im Rahmen der historischen Gliederung Schottlands in Civil Parishes zählt es zu Kilmonivaig, das zu Inverness-shire gehörte.

## Geographie
Bohuntine liegt im Glen Roy, leicht erhöht oberhalb des rechten, nördlichen Ufers des River Roy. Der Ort liegt in einem ländlichen Umfeld und ist ohne größere Bedeutung. Zwischen ihm und dem südwestlichen gelegenen Bohuntineville steht eine Telefonzelle mit einem öffentlichen Postkasten.

## Verkehr
Verkehrstechnisch zu erreichen ist Bohuntine über eine von Roybridge parallel zum River Roy nach Nordosten führende Nebenstraße. In Roybridge verläuft die West Highland Line, an der der Ort einen Bahnhof hat.